# I Am Not a Robot
Pour la série télévisée coréenne, voir I'm Not a Robot.
Singles par Marina and the Diamonds
1re sortie single
Obsessions / Mowgli's Road
(2008) Mowgli's Road
(2de sortie)
(2009)
2de sortie single
Hollywood
(2010) Oh No!
(2010)
Pistes de The Crown Jewels EP
Seventeen
(2)
Pistes de The Family Jewels
Shampain
(2) Girls
(4)
I Am Not a Robot est une chanson de l'auteure-compositrice-interprète britannique Marina and the Diamonds. Elle est sortie le 22 juin 2009 en tant que single de The Crown Jewels EP. Le titre est sorti une seconde fois le 26 avril 2010, en tant que troisième single de The Family Jewels, le premier album studio de la chanteuse, sorti en 2010.

## Classements
| Classement (2010)                       | Meilleure position |
| --------------------------------------- | ------------------ |
| Belgique (Flandre Ultratip 100)         | 21                 |
| Belgique (Wallonie Ultratop 50 Singles) | 8                  |
| Norvège (VG-lista)                      | 6                  |
| Royaume-Uni (UK Singles Chart)          | 26                 |
| Suède (Sverigetopplistan)               | 11                 |